# Melito van Sardes

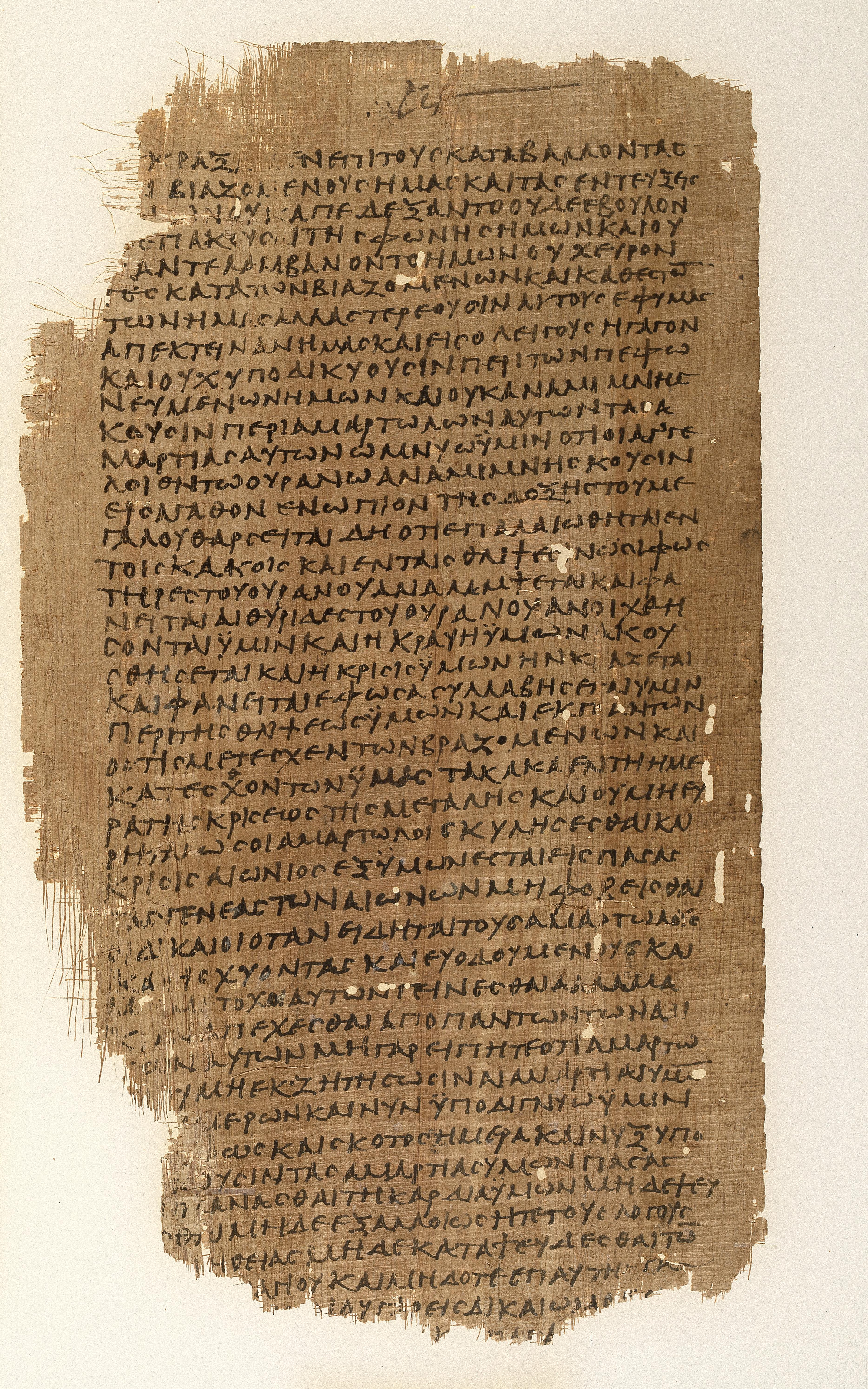
Hester Beatty Papyri, een manuscript dat een christelijke tekst bevat die aan Melito van Sardis wordt toegeschreven.

Melito van Sardes (Grieks: Μελίτων Σάρδεων Melítōn Sárdeōn) was een christelijke schrijver uit de tweede eeuw en bisschop van de gemeente Sardes in Klein-Azië. De kerkhistoricus Eusebius van Caesarea is de belangrijkste bron van informatie over zijn leven en werk.

## Levensloop
Melito was bisschop van Sardes, een gemeente in Klein-Azië. Deze gemeente wordt al genoemd in de brieven uit de Openbaring van Johannes. Melito wordt door zowel Hiëronymus als Tertullianus een profeet genoemd. Exacte geboorte en sterfdatum zijn onbekend, als sterfdatum wordt ongeveer tussen 160 en 190 verondersteld. Ook over zijn afkomst is onzekerheid, door sommigen wordt hij beschouwd als Jood.

## Werken
Eusebius vermeldt de volgende werken: 
"Van Melito twee boeken over Het Paasfeest, over Levenswandel en de profeten, over De kerk, en een boek over De dag des Heeren; voorts over Het menselijk geloof, over De schepping, over Geloofsgehoorzaamheid en de zintuigen; bovendien over Ziel, lichaam, over De doop, over De waarheid, en De geboorte van Christus; ook nog een boek van hem over Profetie, over Ziel en lichaam, over Gastvrijheid, De Sleutel, over De duivel en De openbaring van Johannes, ook over De lichamelijkheid van God; tenslotte is daar het Verzoekschrift aan Antoninus."

## Paashomilie
De paashomilie is het enige compleet bewaarde geschrift van Melito. Hierin betoogt hij aan de hand van Exodus 12 dat Jezus Christus het ware paaslam is. Deze paashomilie is bekend geworden vanwege zijn sterk anti-Joodse sentimenten. Melito beschuldigt de Joden namelijk van deicide, de moord op Jezus Christus. Ook is de tekst opvallend door de 'hoge' christologie: Jezus wordt zonder reserves God zelf genoemd.

## Quartodecimaan
Melito wordt gezien als een van de belangrijkste vertegenwoordigers van de Quartodecimanen. Zij waren een groep die het paasfeest vierde op dezelfde datum als de Joden het paasfeest vierden, namelijk de 14de dag van de maand nisan. Quartodecimanen betekent letterlijk 'veertienen'.

## Canon van Melito
Melito was een van de eersten die een canon van het Oude Testament vaststelde. Hij reisde hiertoe naar Palestina. Zijn canon bevat alle boeken die nu in het Oude Testament opgenomen zijn, exclusief Ester en de Deuterocanonieke boeken.